# Моревське
Море́вське (рос. Моревское) — присілок у складі Варгашинського району Курганської області, Росія. Входить до складу Варгашинської селищної ради.
Населення — 68 осіб (2010, 124 у 2002).